# Guerra del Rif
La guerra del Rif è stata una guerra coloniale che contrappose le tribù rifiane (il Rif è una catena montagnosa del nord del Marocco) agli eserciti francese e spagnolo, dal 1921 al 1926. I due eserciti europei agivano ufficialmente in virtù degli accordi di protettorato intervenuti col Sultano del Marocco.
Guidati da Abd el-Krim, i rifiani inizialmente inflissero diverse sconfitte alle forze spagnole usando tattiche di guerriglia e catturando armi europee. Dopo l'intervento militare francese contro le forze di Abd el-Krim e il grande sbarco delle truppe spagnole ad Al Hoceima, considerato il primo sbarco anfibio della storia a prevedere l'uso di carri armati ed aerei, Abd el-Krim si arrese e venne portato in esilio.
Nel luglio 1909, i lavoratori spagnoli che costruivano un ponte ferroviario che forniva l'accesso alle miniere di ferro vicino a Melilla vennero attaccati da membri delle tribù rifiane. Questo incidente portò all'invio di rinforzi da parte della Spagna. Una serie di scaramucce nelle settimane successive costò agli spagnoli oltre mille vittime. A settembre, l'esercito spagnolo aveva 40 000 soldati nel nord del Marocco e aveva occupato le regioni tribali a sud e a sud-est di Melilla. Le operazioni militari a Jibala, nell'ovest marocchino, iniziarono nel 1911 con lo sbarco di Larache. La Spagna agì per sottomettere gran parte delle aree più violente fino al 1914, cui seguì un lento processo di consolidamento delle frontiere che durò fino al 1919, a causa della prima guerra mondiale. L'anno successivo, dopo la firma del Trattato di Fez, l'area settentrionale del Marocco venne assegnata alla Spagna come protettorato. Le popolazioni rifiane resistettero con forza agli spagnoli, scatenando un conflitto che sarebbe durato diversi anni.
Nel 1921, nel tentativo di consolidare il controllo della regione, le truppe spagnole subirono il disastro di Annual oltre ad una ribellione guidata dal leader rifiano Abd el-Krim. Di conseguenza, gli spagnoli si ritirarono in poche posizioni fortificate mentre Abd el-Krim alla fine creò un intero stato indipendente: la Repubblica del Rif. Lo sviluppo del conflitto e la sua conclusione coincisero con la dittatura di Primo de Rivera, che assunse il comando della campagna dal 1924 al 1927. Inoltre, e dopo la battaglia di Uarga nel 1925, i francesi intervennero nel conflitto e stabilirono una collaborazione congiunta con la Spagna che culminò nello sbarco di Alhucemas, che si rivelò un punto di svolta. Anche gli spagnoli usarono armi chimiche durante il conflitto. Nel 1926 l'area era stata pacificata; Abd-el-Krim si arrese quell'anno e la Spagna ottenne finalmente il controllo effettivo del territorio del protettorato.
La guerra del Rif è ancora considerata controversa tra gli storici. Alcuni vi vedono un presagio del processo di decolonizzazione in Nord Africa. Altri la considerano una delle ultime guerre coloniali, in quanto fu la decisione degli spagnoli di conquistare il Rif - nominalmente parte del loro protettorato marocchino ma de facto indipendente - a catalizzare l'ingresso della Francia nel 1924. La guerra del Rif ha lasciato un ricordo profondo sia in Spagna sia in Marocco. L'insurrezione rifiana degli anni '20 può essere interpretata come un precursore della guerra d'indipendenza algerina, che ebbe luogo tre decenni dopo.

## Contesto storico
La Spagna, a 13 chilometri dall'Africa attraverso lo Stretto di Gibilterra, rivendicò l'influenza sulla regione del Marocco alla Conferenza di Berlino (1884-1885). All'inizio del XX secolo, il Marocco era diviso in protettorati governati da Francia e Spagna. La regione del Rif era stata assegnata alla Spagna, ma dato che i sultani del Marocco non erano stati in grado di esercitare il controllo sulla regione, la sovranità spagnola sul Rif era strettamente de jure con scarso controllo pratico. Per secoli, le tribù berbere del Rif avevano respinto ogni tentativo di estranei di imporgli il controllo. Mentre le montagne del Rif erano visibili agli europei dalle navi nel Mar Mediterraneo, gli europei si erano avventurati raramente, se non mai, nell'area. Walter Burton Harris, il corrispondente dal Marocco per The Times, che coprì la guerra, scrisse che fino al 1912 solo "uno o due europei avevano potuto visitare le foreste di cedri che si trovano a sud di Fez. Alcuni avevano viaggiato nell'Atlante meridionale e si erano spinti nel Sus [...] e questo era quasi tutto". Come scrisse Harris, i berberi "erano spesso inospitali per l'arabo quanto lo erano per lo straniero", e generalmente uccidevano tutti gli estranei che si avventuravano nel loro territorio.
Vincent Sheean, che coprì la guerra per The New York Times, scrisse che il Rif era una bellissima campagna di "montagne cremisi che si stagliavano contro un cielo di un blu ieratico, gole magnifiche e terrificanti, tranquille vallate verdi tra precipizi protettivi", un luogo che gli ricordava il suo nativo Colorado. Il Rif era anche ricco di ferro di alta qualità, che poteva essere facilmente estratto tramite estrazione a cielo aperto. La promessa dello stato spagnolo di riscuotere entrate sotto forma di tasse e royalties dall'estrazione del ferro qui era un incentivo per portare il Rif sotto il suo controllo.
La Corona diede la concessione per l'estrazione del ferro nel Rif al milionario Don Horacio Echevarrieta. Nel 1920 aveva estratto 800 000 tonnellate di prezioso ferro di alta qualità attraverso miniere a cielo aperto relativamente poco costose. Sebbene redditizia, l'estrazione del ferro causò molti danni ambientali e richiese lo spostamento dei nativi. Poiché non ricevevano alcuna quota dei profitti, i rifiani iniziarono presto a opporsi allo sfruttamento minerario nel loro territorio.
Quando il re Alfonso XIII di Spagna salì al trono nel 1886, la Spagna era considerata una potenza mondiale, con colonie nelle Americhe, in Africa, in Asia e nel Pacifico. Ma nella guerra ispano-americana, la Spagna perse Cuba, Porto Rico, Guam e le Filippine nel 1898, e vendette le isole Marianne e le isole Caroline alla Germania l'anno successivo; riducendo l'ex grande Impero spagnolo a pochi punti d'appoggio sulla costa marocchina e nella Guinea spagnola. Per compensare le perdite nelle Americhe e in Asia, emerse in Spagna una potente fazione africanista guidata da Alfonso, che voleva un nuovo impero in Africa. Infine, molti all'interno della politicamente potente Chiesa cattolica, predicarono la necessità di una nuova crociata per continuare la Reconquista conquistando il Marocco, aggiungendo le loro voci al coro africanista. Per tutti questi motivi, la Spagna iniziò a spingersi nel Rif nel 1909.

## Forze in campo

### Le forze rifiane
Gli uomini delle tribù berbere avevano una lunga tradizione di feroci abilità di combattimento, combinate con elevati standard di abilità sul campo e tiro. Essi vennero abilmente guidati da Abd el-Krim, che mostrò competenze sia militari che politiche. Tuttavia, l'esercito regolare rifiano non fu mai una forza molto grande. L'élite delle forze rifiane formava unità regolari che secondo Abd el-Krim, citato dal generale spagnolo Manuel Goded, contavano da 6 000 a 7 000 uomini. Altre fonti lo collocano molto più in basso, tra 2 000 e 3 000 uomini circa.
I restanti rifiani erano milizie tribali selezionate dai loro qā'id; non erano tenuti a prestare servizio lontano dalle loro case e fattorie per più di 15 giorni consecutivi. Il generale Goded stimò che al loro apice, nel giugno 1924, le forze rifiane contassero circa 80 000 uomini, sebbene Abd el-Krim non sia mai stato in grado di armare più di 20 000 uomini alla volta. Tuttavia, questa forza era ampiamente adeguata nelle prime fasi della guerra. Negli ultimi giorni della guerra, le forze rifiane contavano circa 12 000 uomini. Inoltre, le forze rifiane non erano ben armate, con armi mal tenute e in cattive condizioni.

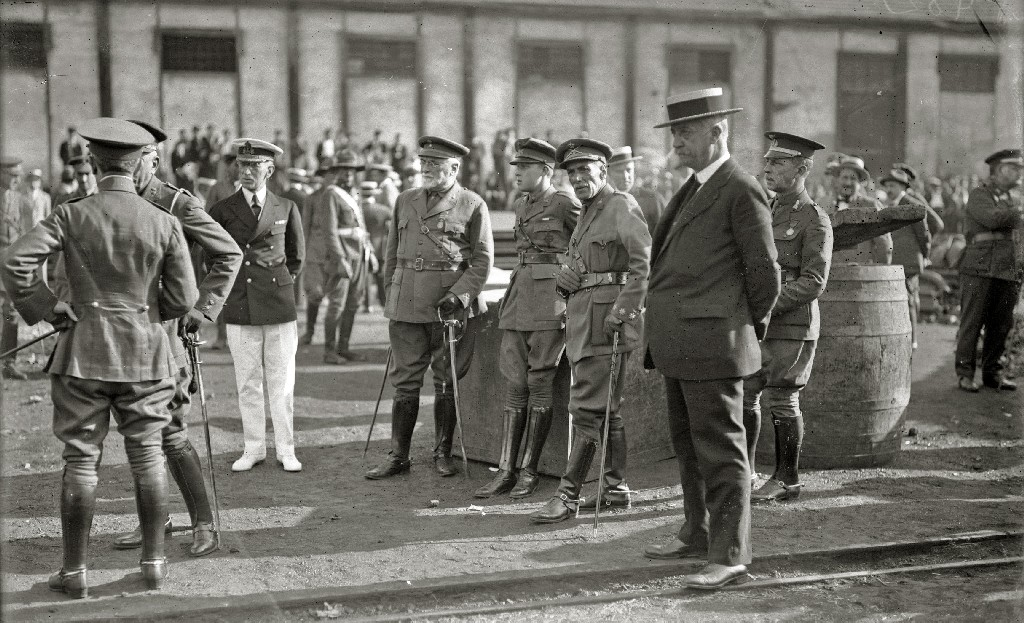
Soldati spagnoli a Pasaia, prima della loro partenza per la guerra

### Le forze spagnole
Inizialmente, le forze spagnole in Marocco erano in gran parte composte da coscritti e riservisti della stessa Spagna. Queste truppe "peninsulari" erano scarsamente rifornite e preparate, poche avevano abilità nel tiro e un adeguato addestramento alla battaglia, e venne segnalata una diffusa corruzione tra il corpo degli ufficiali, che riduceva i rifornimenti e il morale. Delle truppe spagnole in Marocco nel 1921, ben oltre la metà erano coscritti completamente analfabeti provenienti dagli elementi più poveri della società spagnola che erano stati inviati in Marocco con un addestramento minimo. Nonostante le assicurazioni del generale Manuel Fernández Silvestre che il suo equipaggiamento era sufficiente per sconfiggere i Rifiani, infatti, circa tre quarti dei fucili dell'arsenale di Melilla erano in pessime condizioni a causa della scarsa manutenzione e un rapporto della fine del 1920, che i comandanti spagnoli non presero mai la briga di leggere, avvertiva che molti dei fucili custoditi lì erano inutilizzabili o più pericolosi per il soldato che li sparava che per il nemico.
Il soldato spagnolo medio in Marocco nel 1921 veniva pagato l'equivalente di trentaquattro centesimi di dollaro USA al giorno e viveva con una dieta semplice a base di caffè, pane, fagioli, riso e qualche pezzo di carne. Molti soldati barattavano fucili e munizioni nei mercati locali in cambio di verdure fresche. Le baracche in cui vivevano i soldati erano antigieniche e l'assistenza medica nei pochi ospedali era molto scarsa. Sulle montagne, i soldati spagnoli vivevano in piccoli avamposti noti come blocaos, che lo storico americano Stanley Payne osservò: "Molti di questi erano privi di qualsiasi tipo di toilette, e il soldato che si avventurava fuori dal sudicio bunker rischiava di esporsi al fuoco di membri della tribù".

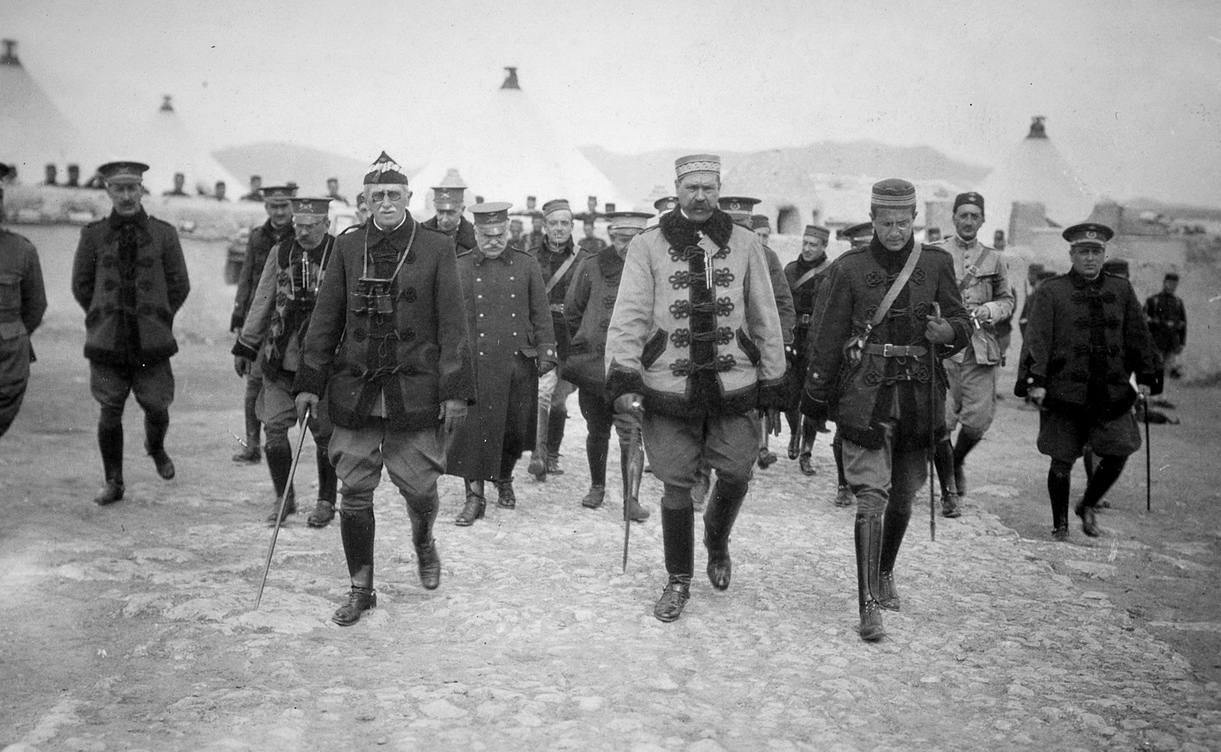
Il generale Fernández Silvestre a Melilla, 1921

Continuando una pratica iniziata a Cuba, la corruzione fiorì tra il venale corpo degli ufficiali spagnoli, con merci destinate alle truppe vendute sul mercato nero e fondi destinati alla costruzione di strade e ferrovie in Marocco che finirono nelle tasche degli alti ufficiali. Un numero elevato di ufficiali spagnoli non sapeva leggere le mappe, il che spiega perché le unità spagnole si perdessero così spesso nelle montagne del Rif. In generale, studiare la guerra non era considerato un buon uso del tempo di un ufficiale e la maggior parte degli ufficiali dedicava il proprio tempo a Melilla, nelle parole del giornalista americano James Perry, con "gioco d'azzardo e prostituzione, a volte molestando le donne moresche native". Il morale nell'esercito era estremamente povero e la maggior parte dei soldati spagnoli voleva solo tornare a casa e lasciare il Marocco per sempre. A causa delle prostitute spagnole, che si unirono in gran numero alle basi spagnole in Marocco, le malattie veneree dilagavano nell'esercito spagnolo. Fernández Silvestre era ben consapevole dello scarso morale dei suoi soldati, ma non lo considerava un problema, ritenendo che il suo nemico fosse così inferiore che i problemi che affliggevano le sue truppe non fossero un problema.
Anche con la loro superiorità numerica, le truppe "peninsulari" non si dimostrarono all'altezza delle forze rifiane altamente qualificate e motivate. Di conseguenza, si fece molto affidamento sulle unità principalmente professionali che componevano l'Armata d'Africa. Dal 1911, questi avevano incluso reggimenti di regulares marocchini, che si dimostrarono ottimi soldati.
L'iniziativa era impopolare anche in alcune parti della Spagna. Nel 1909, durante i primi conflitti con le tribù del Rif, un tentativo da parte del governo spagnolo di richiamare i riservisti portò a una rivolta della classe operaia a Barcellona nota come Settimana Tragica. I sindacati catalani, molti guidati da anarchici, sostennero che la classe operaia di Barcellona non aveva dispute con la gente del Rif.

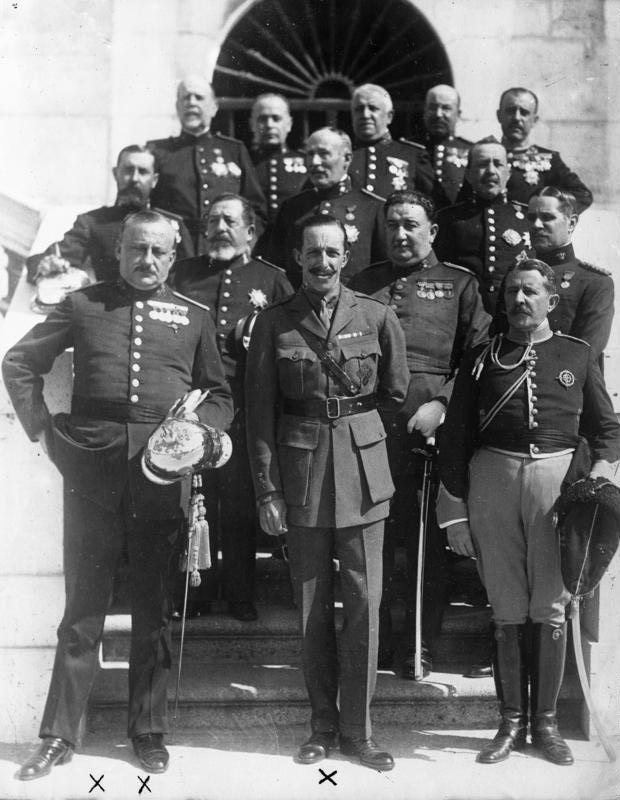
Primo de Rivera (prima fila a sinistra) con re Alfonso XIII ed altri alti ufficiali spagnoli.

Dopo la Settimana Tragica del 1909, il governo spagnolo a partire dal 1911 cercò di raccogliere quante più unità regulares possibile per evitare un'ulteriore resistenza della classe operaia alle guerre coloniali poiché gran parte della classe operaia spagnola non desiderava vedere i propri figli mandati in Marocco, iniziando una politica di quella che lo storico spagnolo Jose Alvarez chiamava la conquista "marocchinizzante" del Rif. Dopo le difficoltà e le battute d'arresto che aveva sperimentato nel 1909-11, l'esercito spagnolo iniziò ad adottare molto nell'organizzazione e nelle tattiche delle forze nordafricane francesi che presidiavano la maggior parte del Marocco e la vicina Algeria. Particolare attenzione venne prestata alla Legione straniera francese e nel 1920 venne fondato un equivalente spagnolo, il Tercio de Extranjeros ("Brigata degli stranieri"), noto come Legione spagnola. Il secondo comandante del reggimento era l'allora col. Francisco Franco, che era salito rapidamente di grado. Nella guerra del Rif, furono i regulares e la Legione straniera spagnola fondata nel 1919 a fornire le forze d'élite che vinsero la guerra in Spagna. Meno del 25% di questa "Legione straniera" era, infatti, non spagnola. Severamente disciplinati e motivati, essi acquisirono rapidamente una reputazione di spietatezza. Man mano che il loro numero cresceva, la Legione spagnola e i regulares guidavano sempre più operazioni offensive dopo i disastri subiti dalle forze di leva.

## Eventi

Localizzazione della Repubblica del Rif.

### Le prime fasi
Come risultato del Trattato di Fez (1912) la Spagna ottenne il possesso delle terre intorno a Melilla e Ceuta. Nel 1920, il commissario spagnolo, il generale Dámaso Berenguer, decise di conquistare il territorio orientale dalle tribù Jibala, ma ebbe scarso successo. Il secondo in comando era il generale Manuel Fernández Silvestre che comandava il settore orientale. Fernández Silvestre aveva distribuito le sue truppe in 144 forti e blocaos da Sidi Dris sul Mediterraneo attraverso le montagne del Rif ad Annual, a Tizi Azza e poi a Melilla. Un tipico blocao conteneva una dozzina di uomini mentre i forti più grandi avevano circa 800 uomini. Fernández Silvestre, noto per la sua audacia e impetuosità, aveva spinto i suoi uomini troppo in profondità nelle montagne del Rif sperando di raggiungere la baia di Alhucemas senza intraprendere il lavoro necessario per costruire una rete di supporto logistico in grado di rifornire i suoi uomini nei blocaos sulle montagne del Rif. Krim aveva inviato a Fernández Silvestre una lettera avvertendolo di non attraversare il fiume Amekran altrimenti sarebbe morto. Fernández Silvestre ha commentato alla stampa spagnola la lettera che: "Quest'uomo Abd el-Krim è pazzo. Non prenderò sul serio le minacce di un piccolo qā'id [giudice] berbero che avevo alla mia mercé poco tempo fa. La sua insolenza merita un nuovo castigo". Krim permise a Fernández Silvestre di avanzare in profondità nel Rif, sapendo che la logistica spagnola era, nelle parole dello storico spagnolo Jose Alvarez, "tenue" nella migliore delle ipotesi.
Il 1 luglio 1921, l'esercito spagnolo nel nord-est del Marocco sotto Fernández Silvestre crollò quando venne sconfitto dalle forze di Abd el-Krim, in quello che divenne noto in Spagna come il disastro di Annual, nel quale circa 8 000 soldati e ufficiali su circa 20 000 erano stati uccisi o dati dispersi. Il bilancio finale delle vittime spagnole, sia ad Annual che durante la successiva disfatta che portò le forze rifiane alla periferia di Melilla, venne riferito alle Cortes Generales come un totale di 13 192 perdite. Gli spagnoli vennero respinti e durante i successivi cinque anni vennero combattute battaglie occasionali tra i due. Le forze rifiane avanzarono verso est e conquistarono oltre 130 postazioni militari spagnole.

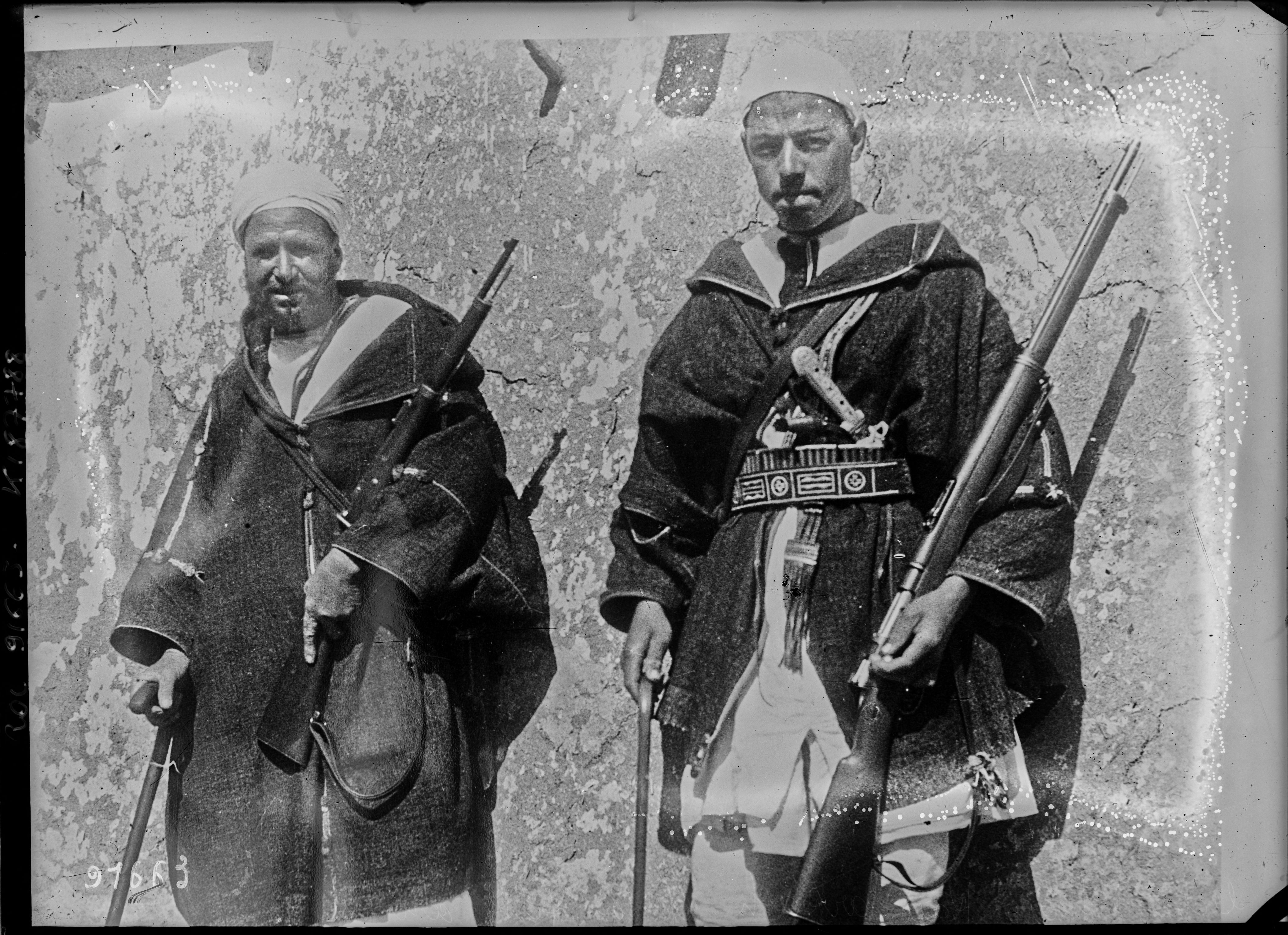
Berberi trasportano fucili catturati: un Mauser spagnolo e una carabina Berthier

Entro la fine di agosto 1921, la Spagna perse tutti i territori che aveva conquistato dal 1909. Le truppe spagnole vennero respinte a Melilla, che era la loro più grande base nel Rif orientale. La Spagna aveva ancora 14 000 soldati a Melilla. Tuttavia, Abd el-Krim ordinò alle sue forze di non attaccare la città. Successivamente disse allo scrittore J. Roger-Matthieu che poiché cittadini di altre nazioni europee risiedevano a Melilla, si temeva che esse sarebbero intervenute nella guerra se i loro cittadini fossero stati danneggiati. Altre ragioni includevano la dispersione dei combattenti Rifiani da diverse tribù vagamente alleate in seguito alla vittoria ad Annual; e l'arrivo a Melilla di sostanziali rinforzi della Legione e di altre unità spagnole richiamate dalle operazioni nel Marocco occidentale.  Entro la fine di agosto le forze spagnole a Melilla erano 36 000 sotto il generale José Sanjurjo e il lento processo di recupero del territorio perduto poteva iniziare.
Così gli spagnoli potevano mantenere la loro più grande base nel Rif orientale. Più tardi Abd el-Krim ammetterà: "Mi pento amaramente di questo ordine. È stato il mio più grande errore. Tutto il seguente tenore di eventi è avvenuto a causa di questo errore".
Nel gennaio 1922 gli spagnoli avevano ripreso il loro forte principale a Monte Arruit (dove trovarono i corpi dei 2 600 uomini della guarnigione) e avevano rioccupato la pianura costiera fino a Tistutin e Batel. Le forze rifiane avevano consolidato la loro presa sulle montagne interne e si era raggiunta una situazione di stallo.
L'esercito spagnolo ha subito perdite anche in mare; a marzo la nave da trasporto Juan de Joanes venne affondata nella baia di Alhucemas dalle batterie costiere rifiane, e nell'agosto 1923 la corazzata España si incagliò al largo di Cabo de Tres Forcas e alla fine venne demolita in situ.
Nel tentativo di rompere lo stallo, l'esercito spagnolo si rivolse all'uso di armi chimiche contro i rifiani.

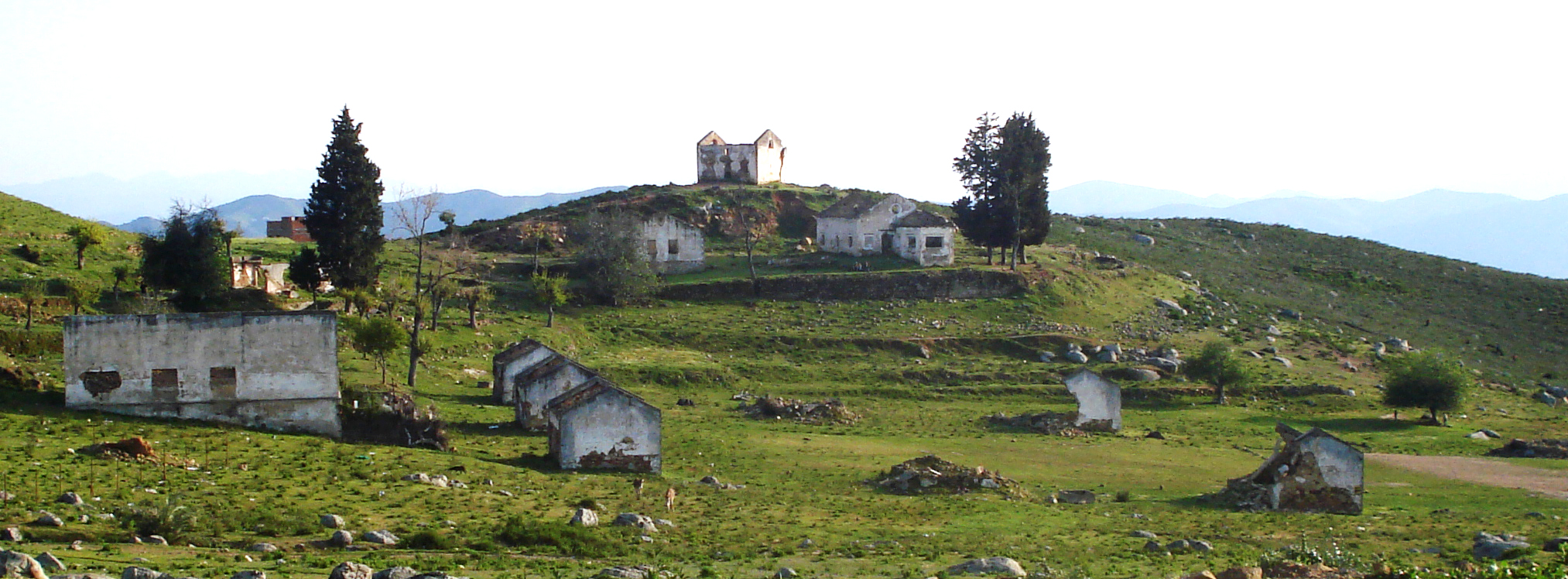
Rovine di un campo spagnolo vicino Chefchaouen

La guerra del Rif aveva nettamente polarizzato la società spagnola tra gli africanistas, che volevano conquistare un impero in Africa, contro gli abandonistas, che volevano abbandonare il Marocco dato che non valeva il sangue e il tesoro. Dopo il "Disastro di Annual", la guerra della Spagna nel Rif andò di male in peggio e poiché gli spagnoli si aggrappavano a malapena al Marocco, il sostegno per gli abandonistas crebbe poiché molte persone non vedevano alcun motivo per la guerra. Nell'agosto del 1923, i soldati spagnoli che s'imbarcavano per il Marocco si ammutinarono nelle stazioni ferroviarie, altri soldati a Malaga si rifiutarono semplicemente di salire a bordo delle navi che li avrebbero portati in Marocco, mentre a Barcellona grandi folle di sinistra avevano organizzato proteste contro la guerra in cui vennero bruciate le bandiere spagnole mentre veniva sventolata la bandiera della Repubblica del Rif.
Con gli africanistas che costituivano solo una minoranza, era chiaro che era solo una questione di tempo prima che gli abandonistas costringessero gli spagnoli a rinunciare al Rif, il che era uno dei motivi per il colpo di stato militare successivo nel 1923. Il 13 settembre 1923, il generale Miguel Primo de Rivera, II marchese di Estella, prese il potere con un colpo di stato militare. Il generale Primo de Rivera era, nelle parole del giornalista americano James Perry, un "dittatore moderato", convinto che le divisioni tra africanistas e abandonistas avessero spinto la Spagna sull'orlo della guerra civile e che aveva preso il potere per trovare una via d'uscita dalla crisi. Il generale Primo de Rivera concluse presto che la guerra era impossibile da vincere e pensò di ritirare le sue truppe sulla costa con l'obiettivo di abbandonare almeno temporaneamente il Rif. Alla fine di luglio 1924, Primo de Rivera visitò una postazione della Legione straniera spagnola a Ben Tieb nel Rif e gli venne servito un banchetto di uova in diverse forme. Nella cultura spagnola, le uova sono un simbolo dei testicoli e i piatti avevano lo scopo d'inviare un messaggio chiaro. Primo de Rivera rispose con calma che l'esercito sarebbe stato tenuto ad abbandonare solo il minimo di territorio e che i giovani ufficiali non avrebbero dovuto dettare le misure necessarie per risolvere il problema marocchino. Tuttavia modificò successivamente i piani per la ritirata, ripiegando le forze spagnole da Chaouen e dalla regione di Wad Lau ad un confine fortificato preparato chiamato "Linea Primo".

### L'intervento francese

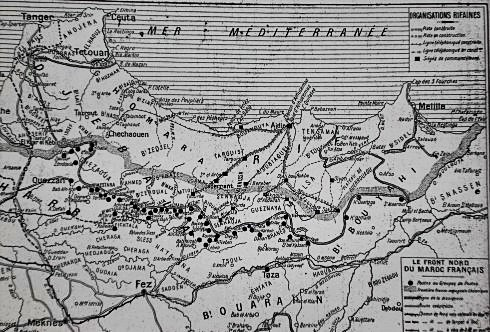
Mappa contemporanea che mostra il confine e le postazioni militari francesi

Nel maggio 1924, l'esercito francese aveva stabilito una linea di avamposti a nord del fiume Oureghla nel territorio tribale conteso. Il 12 aprile 1925, circa 8 000 rifiani attaccarono questa linea e in due settimane vennero prese d'assalto o abbandonate oltre 40 delle 66 postazioni francesi. Le vittime francesi superarono i 1 000 morti, 3 700 feriti e 1 000 dispersi, rappresentando perdite di oltre il 20% delle loro forze schierate nel Rif. I francesi di conseguenza intervennero a fianco della Spagna, nominando il maresciallo Pétain comandante in capo di un corpo di spedizione fino a 160 000 truppe ben addestrate ed equipaggiate di unità metropolitane, algerine, senegalesi e della Legione Straniera, nonché regolari marocchini (tirailleurs) ed ausiliari (goumiers). Con le forze spagnole totali a questo punto che contavano circa 90 000 uomini, le forze rifiane erano ora seriamente in inferiorità numerica rispetto ai loro avversari franco-spagnoli. Le morti francesi finali per battaglia e malattia, in quella che ora era diventata una grande guerra, furono in totale 8 628
Il 17 settembre 1925, uno squadrone di aviatori mercenari americani al servizio della Francia bombardò Chefchaouen.

## Esito

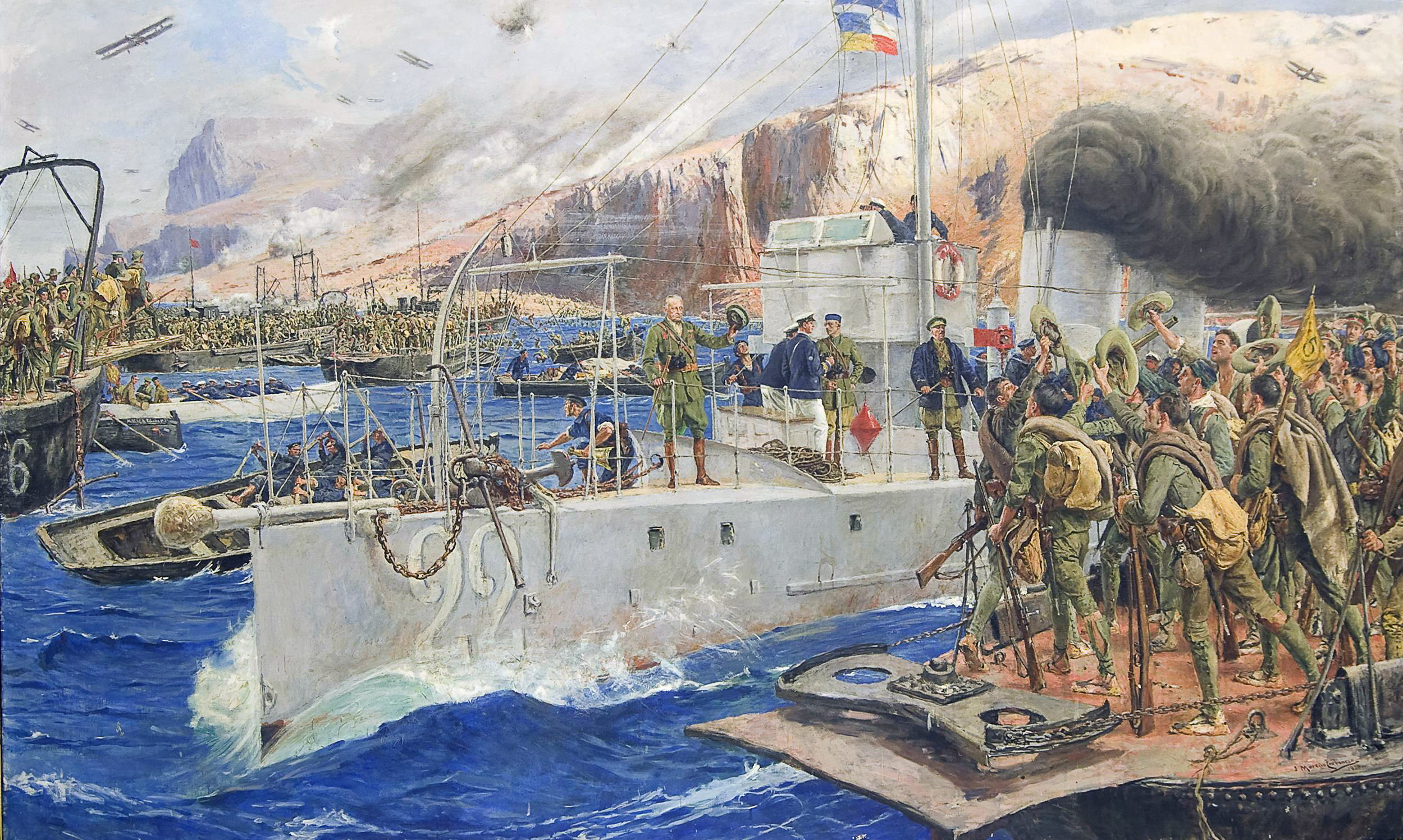
Sbarco di Alhucemas, di José Moreno Carbonero

Per l'attacco finale iniziato l'8 maggio 1925, francesi e spagnoli avevano schierato 123 000 uomini, supportati da 150 aerei, contro 12 000 rifiani. Personale e tecnologia superiori risolsero presto il corso della guerra a favore di Francia e Spagna. Le truppe francesi si spinsero da sud mentre la flotta e l'esercito spagnoli si assicurarono la baia di Alhucemas con un'operazione di sbarco a settembre (il primo sbarco anfibio nella storia in cui vennero usati carri armati e supporto aereo marittimo) ed iniziarono ad attaccare da nord. Dopo un anno di aspra resistenza, Abd el-Krim, il capo di entrambe le tribù, si arrese alle autorità francesi e nel 1926 il Marocco spagnolo venne finalmente riconquistato.
Tuttavia, l'impopolarità della guerra in Spagna e le precedenti sconfitte dell'esercito spagnolo contribuirono all'instabilità del governo spagnolo e al colpo di stato militare del 1923.

## Atrocità

### Le atrocità e l'uso di armi chimiche della Spagna

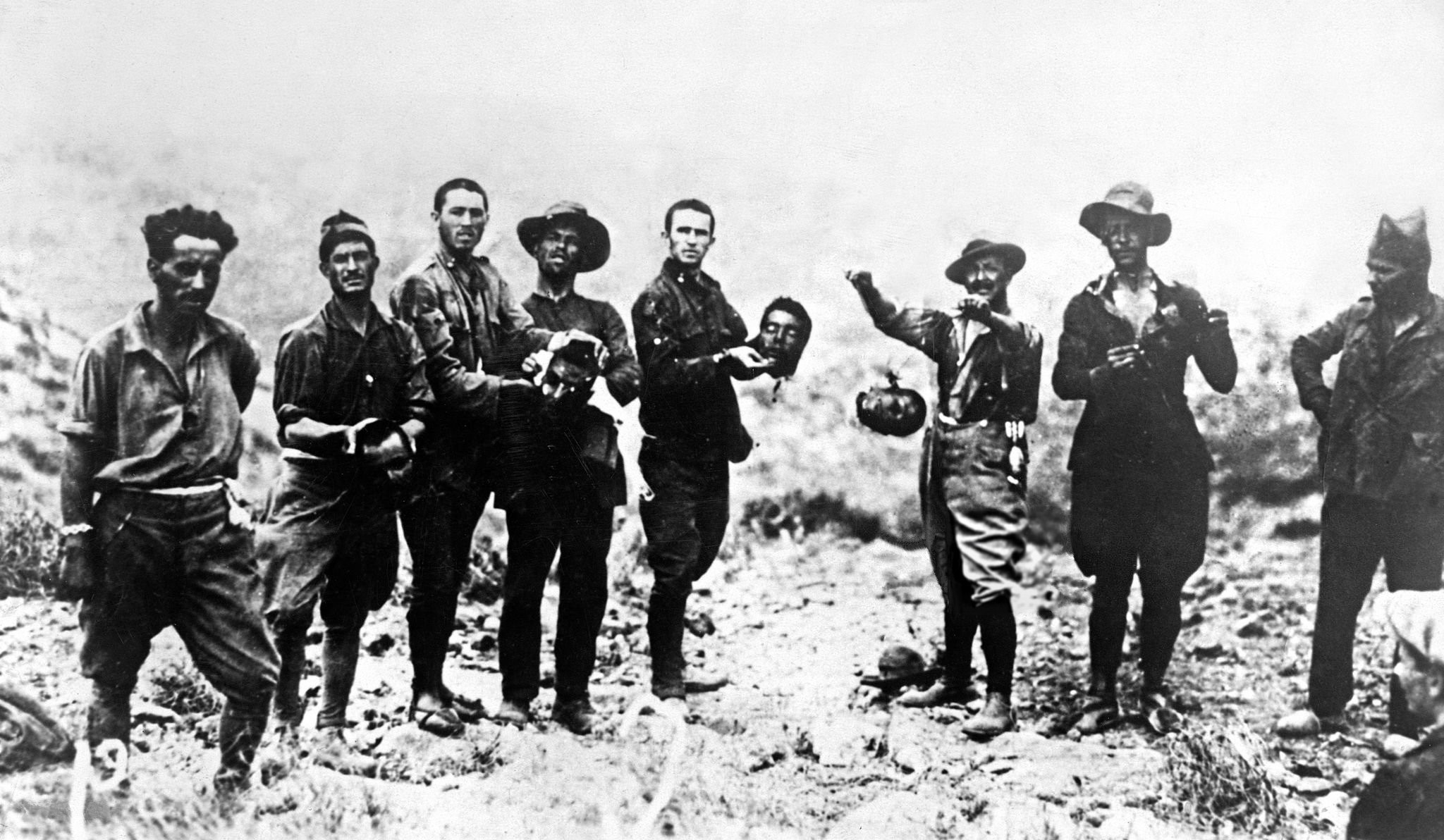
Legionari spagnoli sorreggono teste marocchine decapitate, 1922

A partire dal 1924, gli spagnoli usarono armi chimiche durante il conflitto, segnando il primo utilizzo diffuso della guerra del gas nell'era successiva alla prima guerra mondiale. L'esercito spagnolo usò indiscriminatamente fosgene, difosgène, cloropicrina ed iprite anche contro popolazioni civili, mercati e fiumi. La Spagna firmò il Protocollo di Ginevra nel 1925, che proibiva l'uso di armi chimiche e biologiche nei conflitti internazionali, impiegando contemporaneamente queste armi nel Mediterraneo.
Alcuni hanno citato le armi chimiche spagnole come la ragione principale di un diffuso cancro nella regione del Rif, che è ancora il più alto in Marocco; ad esempio, secondo il capo dell'Associazione delle vittime di gas tossici (ATGV), la ricerca ha dimostrato che "ci sono forti indicatori che il cancro è causato dai gas che sono stati usati contro la resistenza nel nord". Lo scrittore Juan Pando, tuttavia, ha sottolineato che le aree della Francia e del Belgio, che sono state colpite dal gas molto più pesantemente durante la prima guerra mondiale, non hanno tassi di cancro anormali.
Miguel Alonso, Alan Kramer e Javier Rodrigo hanno scritto nel libro Fascist Warfare, 1922–1945: Aggression, Occupation, Annihilation: "vennero applicati nella reconquista post-coloniale della Spagna repubblicana senza Dio. […] Oltre a decidere di non usare armi chimiche, la campagna di Franco per 'ripulire la Spagna' somigliava a quella del Marocco: raccolta di informazioni attraverso la tortura, esecuzioni sommarie, lavoro forzato e l'uccisione sadica di prigionieri militari".
Sono state segnalate anche mutilazioni spagnole di marocchini catturati, tra cui castrazione e teste, nasi e orecchie recisi, che vennero raccolti dai legionari spagnoli come trofei di guerra ed indossati come collane o attaccati alle baionette.

### Il massacro di Monte Arruit
Il 9 agosto 1921 si verificò il Massacro di Monte Arruit, in cui 3 000 soldati dell'esercito spagnolo vennero torturati e uccisi dopo aver ceduto la guarnigione di Monte Arruit vicino ad Al Aaroui dopo un assedio di 12 giorni. Le atrocità successivamente commesse dall'esercito spagnolo d'Africa vennero innescate da uno "spirito compulsivo di vendetta" di questo e di altri massacri e dal desiderio di esigere ritorsioni sulle tribù ribelli.

## Nella cultura popolare
- La guerra del Rif ispirò direttamente l'opera teatrale di Sigmund Romberg del 1926 Il canto del deserto, che venne successivamente adattata diverse volte nei film.
- La scrittrice ebreo-algerina Elissa Rhaïs scrisse il romanzo d'amore del 1929 La riffaine, ambientato durante la guerra del Rif.[60]
- L'azione del romanzo del 1931 La Bandera di Pierre Mac Orlan è ambientata durante la guerra del Rif. Il romanzo venne anche trasformato in un film nel 1935.
- Il film hollywoodiano del 1951 I 10 della legione è ambientato nel contesto della guerra del Rif.
- Il film The Legionary del 1999, con Jean-Claude Van Damme, è ambientato durante la guerra del 1925, con Kamel Krifa nel ruolo di Abd-el Krim.
- La miniserie del 2017 La gloria e l'amore segue le infermiere spagnole durante la guerra.